# Athetis bilimbata
Athetis bilimbata là một loài bướm đêm trong họ Noctuidae.